# Північно-західна марійська мова
Північно-західна марійська мова (Північно-західне наріччя марійської мови) — мова північно-західних марійців, писемна мова на основі північно-західного наріччя марійської мови. Число носіїв - 7 000 (Перепис 2010).
Поширена в Яранському, Тужинському, Кікнурському, Санчурському районах Кіровської, Тоншаєвському, Шарангському, Тонкінському районах Нижньогородської областей і на півночі Кілемарського і Медведевського районов Марій Ел. Разом з гірськомарійською займає західні регіони поширення марійських мов.

## Діалекти
- Яранський говір — основа писемної мови.
  - Кікнурський підговір
  - Тужинський підговір
  - Санчурський підговір
- Шарангський говір
- Тоншаєвський говір
- Ліпшинський говір